# トニ・パゴー
トニ・パゴー（Toni Pagot、1921年12月16日 - 2001年7月7日）はイタリアのアニメーター。兄もアニメーターのニノ・パゴー。

## 作品
- カリメロ
- 名探偵ホームズ